# Mihai Samoilă
Mihai Samoilă (n. 12 august 1968, Bacău) este un eseist, istoriograf, scriitor și traducător român.

## Biografie

### Biografie literară
A debutat ca scriitor cu povestirea „Cerșetor de nemurire“ în Jurnalul SF nr.83/1994. Povestirile sale au apărut antologia Nemira, revistele Helion, Alternativ SF, Fiction.ro etc.. Membru fondator al clubului Alternativ SF din Iași (1995), a realizat emisiunea Alternativ SF pentru postul de televiziune ieșean Tele M, transmisă săptămânal, duminica, în direct, cu durata medie de 3 ore. Este cunoscut în fandomul SF mai ales ca traducător.
Din Antologia science-fiction Nemira '96 : "Coleg de redacție cu Michael Haulică la revista "Alternativ". Cunoscut mai ales ca traducător și ca posesor al unei biblioteci impresionante de profil și al unei fonoteci uluitoare (nu cred să existe cineva care să fi avut ceva de spus legat de SF și care să nu fi fost tras în benzile lui M.Samoilă). A obținut în 1995 mențiunea specială la concursul Nemira, pentru povestirea "Kalo Calah".
În 2007 înființează Societatea de Studii Antice și Medievale și Biblioteca Istorică "Orpheus", dedicându-se în sfârșit pasiunii de o viață pentru istorie.
"Istoria viitorului a ocupat un loc important în viața mea și pentru asta i-am dedicat 20 de ani. Următorii 20 de ani vreau să-i dedic însă istoriei trecutului, să pot spune astfel că am cercetat întregul orizont." (M. Samoilă, 2010)

### Viață personală
A urmat cursurile Facultății de Stomatologie din Iași. Căsătorit din 1992, are doi copii (Radu, născut în 2001 și Anca, născută în 2003).

## Proză scurtă
- Kalo calah (în revista SF Helion din Timișoara, Fiction.ro (ed. Tritonic) și Antologia SF 1995 a editurii Nemira)
  - Premiul Special Nemira 1995
- Cea mai bună dintre lumi (în antologia bilingvă SF Nemira 1996)
- Poveste de dimineață (în revista culturală Timpul din Iași (nr.5 din 29.04.1995), Curierul Național din 1 iulie 1995 etc.)

## Eseuri
- Hipertextul arhivat, un fel de "paznic de gînd" (despre tehnica literară a generației '90 de scriitori science-fiction români)
- O poartă pe acoperiș - niveluri de adresare ale culturii
- Lumea lui Svolsen sau umanismul rebel
- Scribul poliglot și asinul (despre problemele traducerii și traducătorilor în societatea de consum)>
- Bestiariu de amatori (despre amatorismul promovat ca artă în cenaclurile literare din anii '90)[2]

## Traduceri
- Unde, cândva, suave păsări cântătoare... (Where Late the Sweet Birds Sang) - Kate Wilhelm (ed. Pygmalion, 1994)
- Halta (Way Station) - Clifford D. Simak (ed. Pygmalion, 1995)
- Stația orbitală a lumii de jos (Downbelow Station) - C. J. Cherryh (ed. Pygmalion, 1995)
- Roza Vînturilor (Compass Rose) - Ursula K. LeGuin (ed. Infotronic, 1997)
- Lumea pierdută (The Lost World) - Michael Crichton (ed. Fahrenheit, 1997)
- Întunecat e Soarele (Dark Is the Sun) - Philip Jose Farmer [necesită citare]
- Stația Pierzaniei (Perdido Street Station) - China Miéville (ed. Tritonic, 2005)[3]
- Cicatricea (The Scar) - China Miéville (ed. Tritonic, 2006)[4]
- Consiliul de Fier (Iron Council) - China Miéville (ed. Tritonic, 2006)[5]
- 40 de semne de ploaie (Forty Signs of Rain) - Kim Stanley Robinson (ed. Tritonic, 2006)[6]
- Vânătorii de fulgere (Newton's Wake: A Space Opera) - Ken MacLeod (ed. Tritonic, 2006)[7]
- Vânătoarea de capete (Counting Heads) - David Marusek (ed. Tritonic, 2006)[8]
  - prima jumătate, ne-creditată (traducerea a fost reluată de Cristina și Ștefan Ghidoveanu)
- Orașul gravat (The Etched City) - K. J. Bishop (ed. Tritonic, 2006) (cu Mircea Pricăjan)[9]